# Chlorbenzoxamine
Clorbenzoxamine là một loại thuốc dùng cho rối loạn tiêu hóa chức năng.

## Tổng hợp

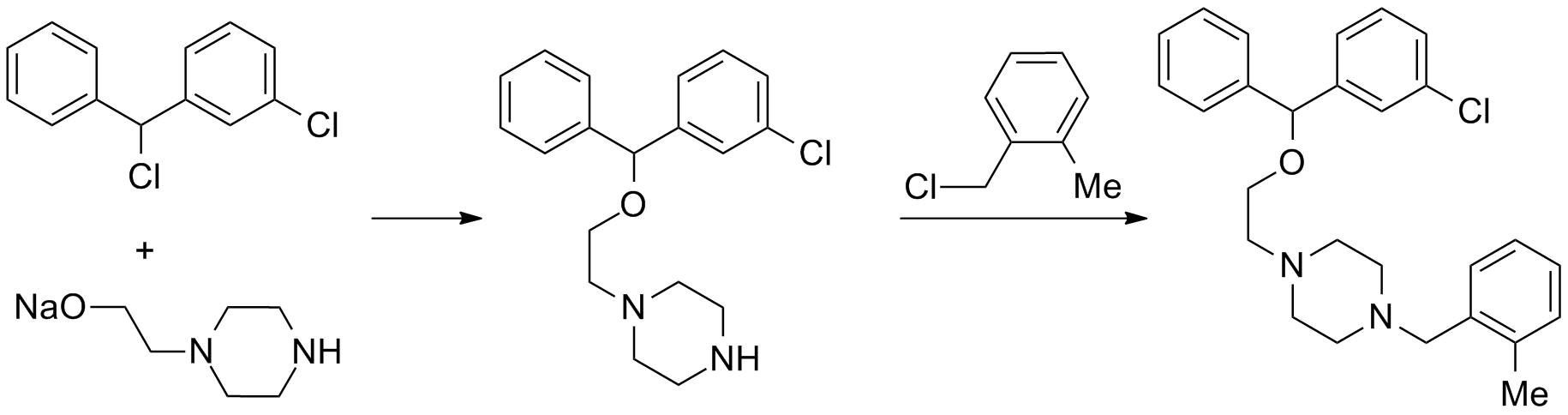
Tổng hợp chlorbenzoxamine: Morren, (1960).